# Arctocyon
Arctocyon es un género de mamíferos del orden extinto de los condilartros que vivió en Europa durante el Paleoceno.

## Descripción

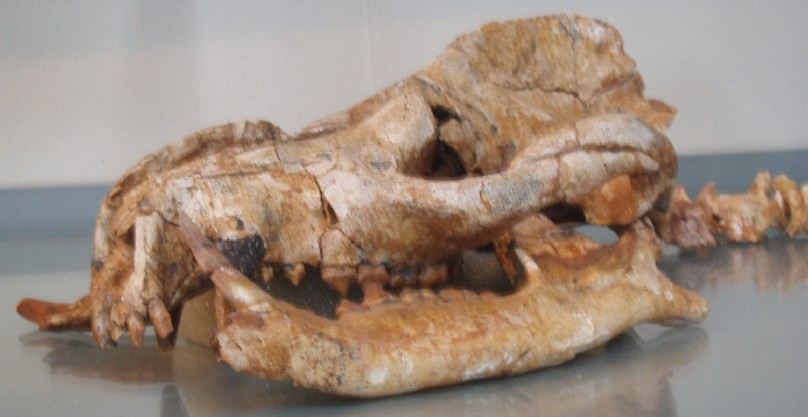
Cráneo de Arctocyon primaevus

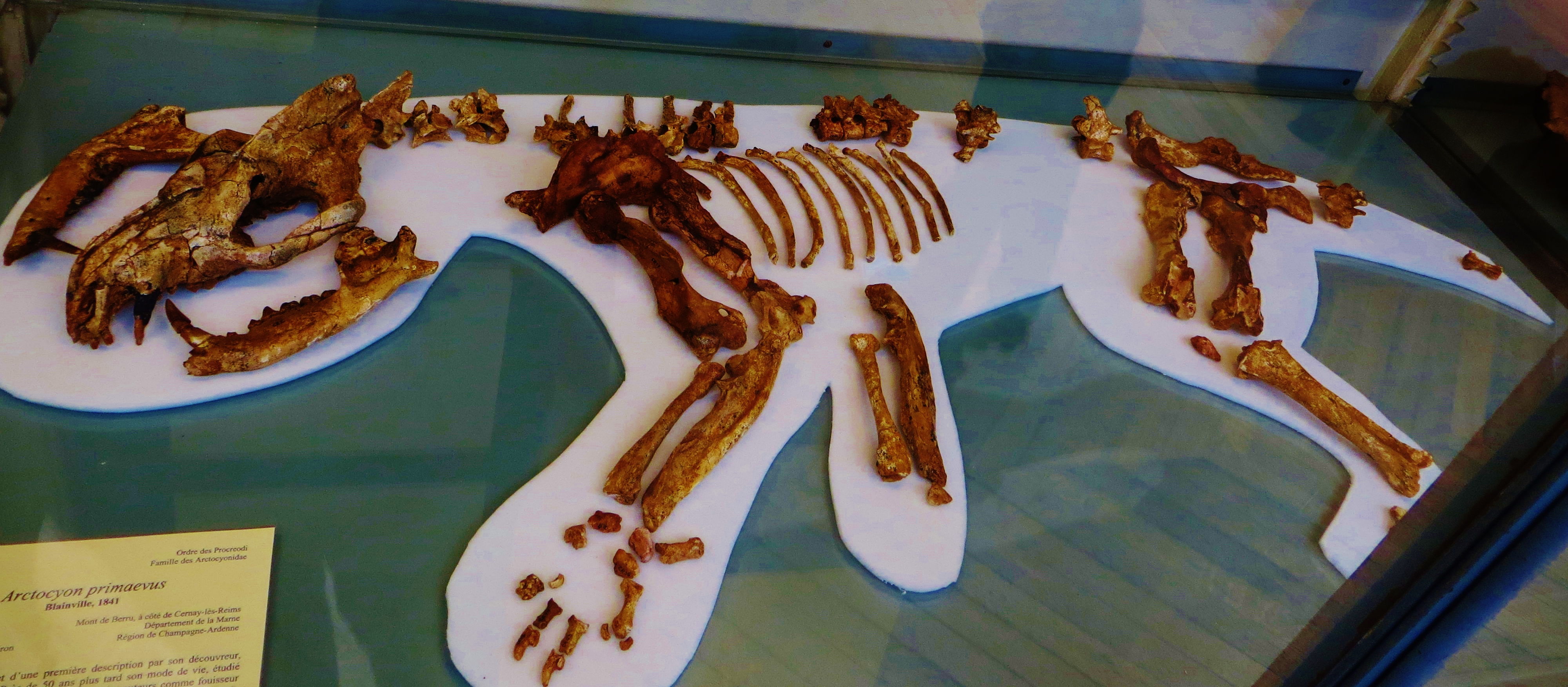
Esqueleto de A. primaevus.

Del tamaño de un gran perro, Arctocyon tenía unas patas relativamente cortas y robustas, y con unas uñas en forma de garras, aunque caminaba sobre la planta de sus pies como los humanos y los osos. Al igual que Chriacus, que estaba emparentado con él, tenía una larga cola que le servía probablemente para agarrarse a los árboles, aunque es también probable que fuese un animal terrestre.
El cráneo, largo y fuerte, tenía una cresta sagital bastante pronunciada, que seguramente le servía de anclaje para unos musculatura masticatoria poderosa. La dentadura presenta una extraña mezcla de características herbívoras y carnívoras. Los molares eran fuertes y hechos para moler, como los de los osos (de donde proviene el nombre Arctocyon, que significa "oso-perro"). Los incisivos adaptados para arrancar hojas, mientras que los colmillos eran alargados y afilados. Se cree que este animal, poco especializado, tenía una dieta omnívora. La especie más conocida es el Arctocyon primaevus, del cual se han encontrado fósiles en Francia, pertenecientes al Paleoceno Superior.